# Marylouise Burke
Marylouise Burke (Steelton, 20 gennaio 1941) è un'attrice statunitense, attiva in campo teatrale, televisivo e cinematografico.
Si è laureata in letteratura inglese all'Università del Wisconsin-Madison, prima di trasferirsi a New York per diventare attrice. Da allora ha recitato in opere di prosa e musical a Broadway, Londra e nell'Off Brloadway, tra cui Into the Woods (2002) e John (2018). Nel 2000 vinse il Drama Desk Award per la sua performance in Fuddy Meers, mentre nel 2014 fu insignita di uno speciale Obie Award alla carriera.

## Filmografia

### Cinema
- Angie - Una donna tutta sola (Angie), regia di Martha Coolidge (1994)
- Jeffrey, regia di Christopher Ashley (1995)
- Celebrity, regia di Woody Allen (1998)
- Vi presento Joe Black (Meet Joe Black), regia di Martin Brest (1998)
- Al di là della vita (Bringing Out the Dead), regia di Martin Scorsese (1999)
- Mona Lisa Smile, regia di Mike Newell (2003)
- Sideways - In viaggio con Jack (Sideways), regia di Alexander Payne (2004)
- Partnerperfetto.com (Must Love Dogs), regia di Gary David Goldberg (2005)
- Radio America (A Prairie Home Companion), regia di Robert Altman (2006)
- The Cake Eaters - Le vie dell'amore (The Cake Eaters), regia di Mary Stuart Masterson (2007)
- Il dubbio (Doubt), regia di John Patrick Shanley (2008)
- Colpo di fulmine - Il mago della truffa (I Love You Phillip Morris), regia di Glenn Ficarra e John Requa (2009)
- Rabbit Hole, regia di John Cameron Mitchell (2010)
- I numeri dell'amore (An Invisible Sign), regia di Marilyn Agrelo (2010)
- The Comedian, regia di Taylor Hackford (2016)

### Televisione
- Law & Order - I due volti della giustizia (Law & Order) - serie TV, 2 episodi (1991-1997)
- Hope & Faith - serie TV, 1 episodio (2003)
- Law & Order - Unità vittime speciali (Law & Order: Special Victims Unit) - serie TV, 1 episodio (2003)
- Fringe - serie TV, 1 episodio (2008)
- Così gira il mondo (As the World Turns) - serie TV, 1 episodio (2008)
- 30 Rock - serie TV, 1 episodio (2009)
- Hung - Ragazzo squillo (Hung) - serie TV, 11 episodi (2009-2010)
- Delocated - serie TV, 1 episodio (2012)
- Baby Daddy - serie TV, 1 episodio (2014)
- Alpha House - serie TV, 4 episodi (2014)
- Flesh and Bone - serie TV, 2 episodi (2015)
- The Mysteries of Laura - serie TV, 1 episodio (2016)
- Crisis in Six Scenes - serie TV, 3 episodi (2016)
- The Affair - Una relazione pericolosa (The Affair) - serie TV, 1 episodio (2016)
- La nebbia (The Mist) - serie TV, 2 episodi (2017)
- Longmire - serie TV, 3 episodi (2017)
- Instinct - serie TV, 1 episodio (2018)
- Happy! - serie TV, 1 episodio (2019)
- This Close - serie TV, 1 episodio (2019)
- Prodigal Son - serie TV, 2 episodi (2019-2020)
- New Amsterdam - serie TV, 3 episodi (2020)
- Ozark - serie TV, 5 episodi (2020)

## Doppiatrici italiane
- Angiolina Quinterno in Partnerperfetto.com
- Valeria Valeri in Radio America
- Lorenza Biella in Hung - Ragazzo squillo